# Пригоди рабина Якова (фільм)
«Пригоди рабина Якова» (фр. Les Aventures de Rabbi Jacob) — французький кінофільм (комедія) режисера Жерара Урі, знятий у 1973 році з Луї де Фюнесом у головній ролі.

## Сюжет
Герой Луї де Фюнеса — типовий француз. У нього стабільний дохід і маса милих серцю забобонів. Один із них — чітке поділяння світу на «своїх і чужих», «французів» і «всіх інших» — просто не дає Віктору спокою.
Втім, це мало турбує героя — забіяку і ортодокса — доки дорога ненавмисної пригоди не обертається для нього небезпечною подорожжю у «великий світ». 
А там — підступи арабських терористів химерно переплітаються з заплутаною історією рабина Якова до Парижа, а фабрика жувальної гумки стає полігоном для неабияких баталій.

## У ролях
- Луї де Фюнес — Віктор Півер
- Клод Жиро — Мохаммед Ларбі Сліман
- Анрі Гібе — Соломон
- Сюзі Делер — Жермен Півер
- Ренцо Монтаньяні — полковник Фарес
- Клод П'єплю — комісар Андреані
- Марсель Даліо — рабин Яков
- Міу-Міу — Антуанетт Півер
- Жак Франсуа — Жан-Франсуа, генерал
- Андре Фалькон — міністр
- Мішель Дюплекс — інспектор
- Жерар Дармон — людина Фареса
- Домінік Зарді — кухар «Київської Зірки»

## Нагороди
- Фільм був номінований в 1975 році на премію "Золотий Глобус" за найкращий фільм іноземною мовою.